# Martin Schröttle

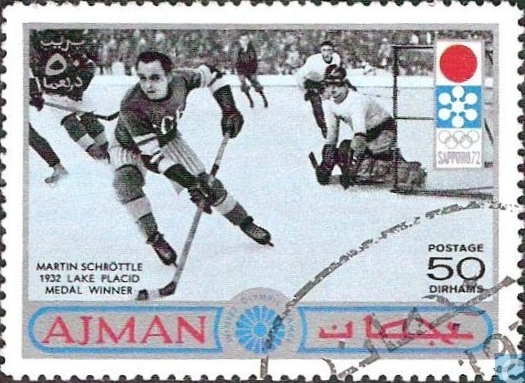
Martin Schröttle auf einer Briefmarke des Emirats Adschman (1971)

Martin Schröttle (* 1. September 1901 in München; † 17. Februar 1972 ebenda) war ein deutscher Eishockeyspieler.

## Karriere
Auf Vereinsebene spielte Schröttle für den SC Riessersee. Mit der Mannschaft gewann er in den Jahren 1927, 1935 und 1938 jeweils den deutschen Meistertitel.
Schröttle nahm mit Deutschland an den Olympischen Winterspielen 1928 in St. Moritz und 1932 in Lake Placid teil. Bei den Winterspielen 1932 gewann er mit seiner Mannschaft die Bronzemedaille und war Fahnenträger bei der Eröffnungsfeier. Bei der Weltmeisterschaft 1930 gewann er mit Deutschland die Silbermedaille. Als bestes europäisches Team wurde Deutschland zudem Europameister.

## Erfolge und Auszeichnungen
- 1927 Deutscher Meister mit dem SC Riessersee
- 1935 Deutscher Meister mit dem SC Riessersee
- 1938 Deutscher Meister mit dem SC Riessersee

### International
- 1930 Silbermedaille bei der Weltmeisterschaft
- 1932 Bronzemedaille bei den Olympischen Winterspielen